# میچ کیپور
میچل دیوید کِیْپور (به انگلیسی: Mitchell David Kapor) (زاده ۱ نوامبر ۱۹۵۰) در نیویورک) طراح و برنامه‌نویس نرم‌افزار است.
او به‌همراه جاناتان ساچس، لوتوس ۱-۲-۳ (پرفروش‌ترین نرم‌افزار دنیا تا آن زمان) را ساخت و شرکت توسعه لوتوس را در سال ۱۹۸۲ در کمبریج تأسیس کرد و در سال ۱۹۸۶ از لوتوس کناره‌گیری کرد. میچل کیپور نرم‌افزار صفحه گسترده VisiCalc را پدیدآورد.
کیپور در سال ۱۹۹۰ به همراه جان پری بارلو و استیو وزنیاک، شرکت Electronic Frontier را که یک مؤسسه غیرانتفاعی مستقل بودند، برای درک تأثیرات اجتماعی انقلاب دیجیتالی در جامعه باز و آزاد را بنیاد نهاد.
کاپر هم‌اکنون به‌عنوان استاد مدعو در مدیاآرتز و پژوهشگر در دانشگاه MIT فعالیت می‌کند.